# Thérèse Eléonore Lingée
Thérèse-Éléonore Lingée, nacida Thérèse-Éléonore Hémery (1753-1833), fue una diseñadora y grabadora francesa, que pertenecía a una familia de grabadores.

## Biografía

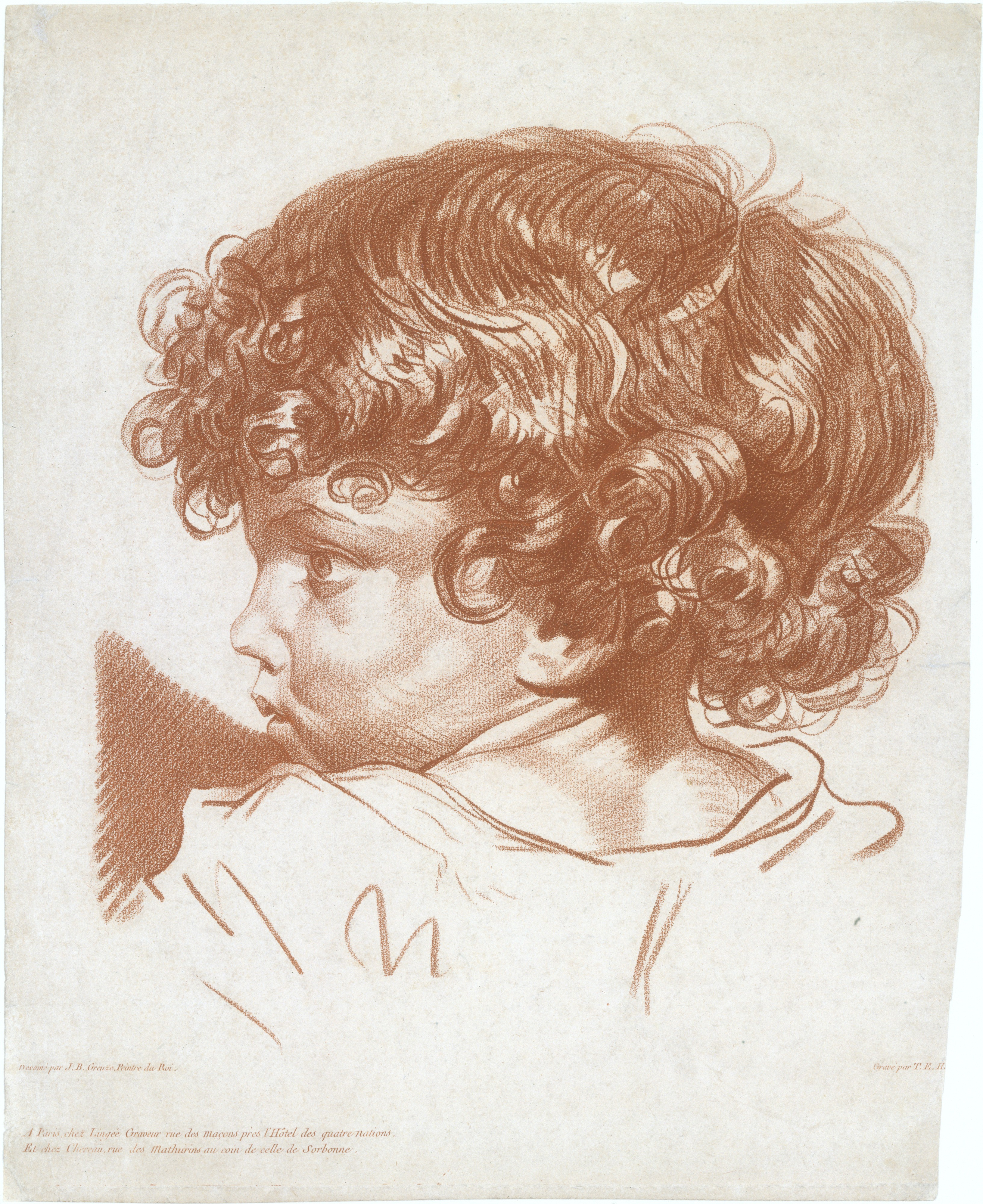
Cabeza de niño (c. 1777) de Greuze, estilo crayón impreso en sepia, MET, Nueva York

Nacida en París, Thérèse-Éléonore es la hermana menor de Marguerite Hémery, grabadora nacida en 1745, que se casó con el prolífico Nicolas Ponce, y del grabador Antoine-François Hémery, nacido en 1751. Probablemente fue Marguerite quien la introdujo por primera vez en el arte del buril y el punteado. Desarrolló un talento particular para la técnica del lápiz al interpretar a Jean-Michel Moreau, André Pujos y Charles-Nicolas Cochin, incluidos muchos retratos en medallones. Trabajó para la colección del Gabinete de Poullain (1781), publicada por Basan y Poignant.
Su presencia en el Salón de París queda atestiguada en 1781 con El rapto de las sabinas, según Cochin. Poco antes de la Revolución francesa, realizó una serie de retratos grabados de los miembros de la Sociedad Académica de los Hijos de Apolo según Moreau y Cochin y es mencionada en este momento formando parte de la Academia de Marsella.
Se casó con el grabador Charles-Louis Lingée (1748-1819) y tuvo al menos dos hijos. La pareja residió en la rue Saint-Jacques. Firmó sus propias obras con el nombre de su marido, incluso después de su divorcio. Luego se casó con un tal Lefebvre (o Lefèvre), pintor [?-?]; con quien expuso en el Salón de 1793 bajo el nombre de "ciudadana Lingée, esposa Lefèvre". La pareja vivió en la rue des Lions-Saint-Paul.